# Koninklijke Sporting Club Lokeren (4297)

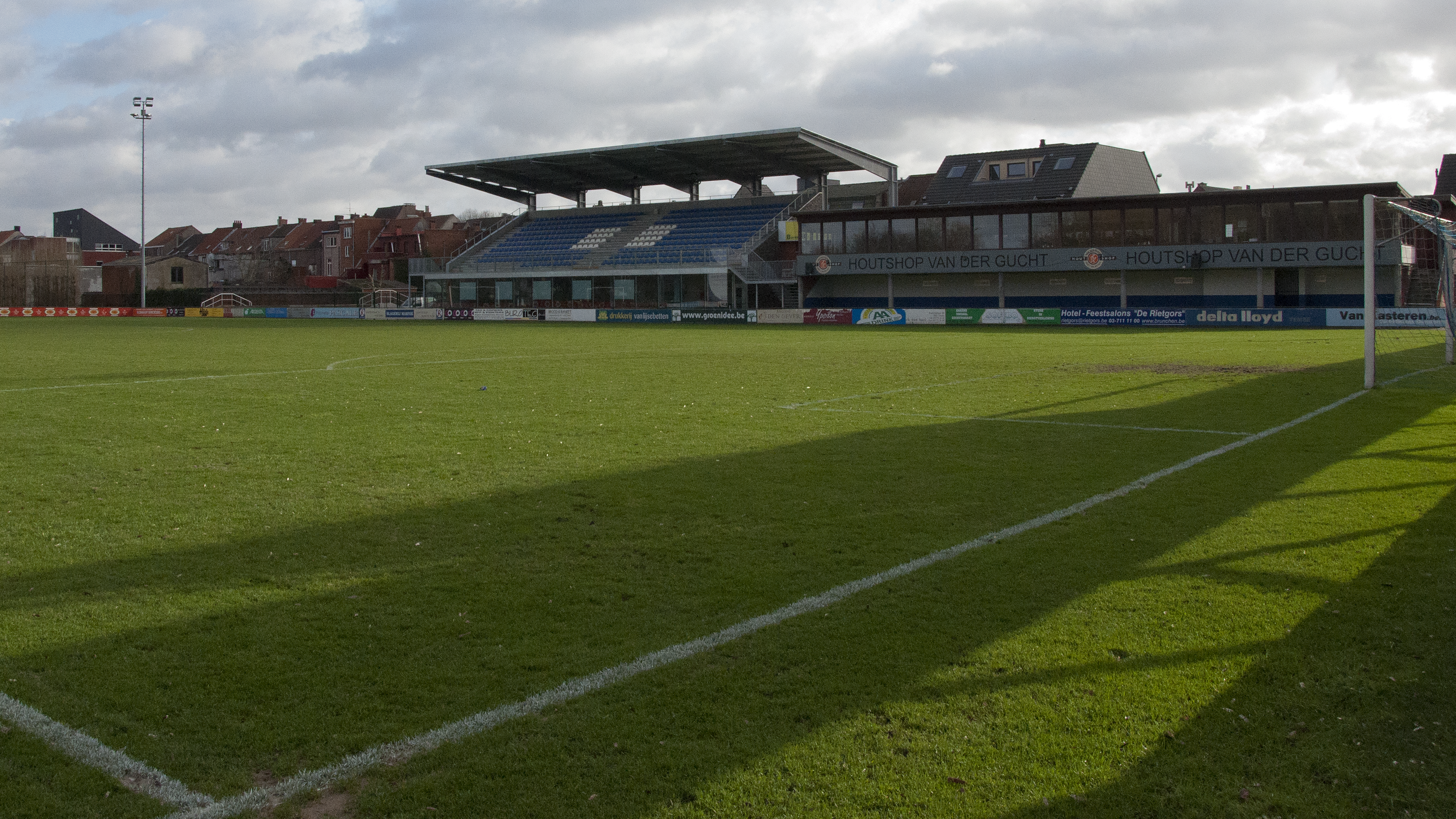
Sportcentrum Fernand Schuerman, waar KSV Temse speelde (2012).

Koninklijke Sporting Club Lokeren (afgekort KSC Lokeren) is een Belgische voetbalclub uit Lokeren, aangesloten bij de Koninklijke Belgische Voetbalbond met stamnummer 4297. De clubkleuren zijn wit, zwart en geel. De club werd opgericht in 1945 in Temse onder de naam KSV Temse, na een fusie tussen Racing Temsche en Temsica FC. Tot 2020 was de club actief in Temse. In 2020 werd de club verplaatst naar Lokeren, waar zij verderging onder de naam Sporting Club Lokeren - Temse, na een samenwerking met elementen van het failliete Sporting Lokeren. Op 1 juli 2025 wijzigde de club opnieuw zijn naam naar Koninklijke Sporting Club Lokeren (KSC Lokeren).

## Geschiedenis

### KSV Temse
Voor de Tweede Wereldoorlog speelden in de gemeente Temse twee clubs die bij de KBVB waren aangesloten. Reeds in 1908 bestond in Temse een eerste voetbalvereniging, Racing Temsche. Aan de basis van deze club lagen de broers Jozef en Henri Brys, de latere beheerders van het textielbedrijf Dacca. Zij hadden in Engeland gestudeerd en daar de voetbalsport echt leren kennen. Uit deze club ontstond later FC Temsica, dat bij de voetbalbond was aangesloten met stamnummer 807. De ploeg had blauw-gele kleuren, de kleuren van de gemeente en terreinen aan de Gasthuisstraat. Temsica droeg zowel gelovig als politiek een katholieke stempel, wat uiteindelijk leidde tot een afscheuring. In 1924 ontstond Temsche Sportkring (Temsche SK) als tegenhanger van Temsica. Temsche SK had stamnummer 501 en rood-wit als clubkleuren. In de jaren 30 was Temsche SK opgeklommen tot in de nationale reeksen, en speelde een zestal seizoenen in Bevordering, toen de Derde Klasse.
Na een mislukte poging in 1944 fusioneerden op 22 juli 1945 beide clubs. De gesprekken vonden plaats in café Nova, later bekend als Het Vermoeden. De nieuwe fusieclub werd Koninklijke Sportvereeniging Temsche gedoopt. Men sloot als nieuwe club aan bij de Koninklijke Belgische Voetbalbond met het stamnummer 4297 en nam blauw-wit als clubkleuren. Alhoewel de koninklijke erkenning pas 50 jaar later kwam, werd de Koninklijke in de benaming toch door de voetbalbond aanvaard. De eerste voorzitter was Mark Wittock. Het eerste elftal speelde zijn eerste wedstrijden in het seizoen 1945/46 in Tweede Provinciale. Daarnaast had men ook twee reserveploegen en enkele jeugdploegen. In 1947/48 pakte de club een eerste titel, waardoor men naar Bevordering promoveerde, toen nog steeds het derde nationale niveau. Men eindigde echter op twee na laatste en zakte na één seizoen terug naar provinciale. Daar zou men de komende halve eeuw blijven spelen in de hoogste twee afdelingen.
De club ging regelmatig op en neer tussen de eerste twee provinciale niveaus. In 1953/54 en 1958/59 haalde men een titel, waardoor men naar het hoogste provinciale niveau steeg. Ook in 1967 pakte KSV Temse de titel in Tweede Provinciale, en steeg zo naar Eerste Provinciale. Dit verblijf duurde drie seizoenen, waarna men weer degradeerde. In 1972 slaagde men er weer in te promoveren naar Eerste Provinciale, maar opnieuw duurde het verblijf slechts drie seizoenen. KSV Temse bleef weer in Tweede Provinciale spelen. Pas in 1985 slaagde men er opnieuw in naar de hoogste provinciale reeks te stijgen. In de jaren 90 zakte de club nog één seizoentje terug, maar in 1993/94 nam men zijn plaats in de hoogste provinciale reeks terug in. De volgende jaren zou Temse daar nu regelmatig strijden om op te klimmen naar de nationale reeksen. Temse speelde viermaal zonder succes de eindronde; tot het in 2002/03 uiteindelijk wel lukte om via een eindronde te promoveren naar Bevordering.
Na meer dan een halve eeuw speelde opnieuw een ploeg uit Temse in de nationale reeksen. Temse eindigde echter voorlaatste en degradeerde zo na amper één seizoen terug naar provinciale. Het verblijf in eerste provinciale bleef echter beperkt tot één seizoen. KSV Temse won zijn reeks en steeg in 2005 opnieuw naar Vierde Klasse, waar het zich ditmaal wel kon handhaven. Na een eerste seizoen in de middenmoot, eindigde Temse in 2006/07 als tweede en mocht zo naar de eindronde, waar men werd uitgeschakeld door Rupel Boom FC. Ook het volgend seizoen haalde men de eindronde, maar ditmaal werd men uitgeschakeld door KFC Lille.
Tijdens het tussenseizoen verliet trainer Peter Van Wambeke Temse voor VW Hamme en werd Eddy Van de Ven aangesteld als nieuwe trainer. Tevens werd in 2008 gestart met de bouw van een nieuwe tribune en bijhorende VIP-ruimte. In 2008/09 werd in november trainer Van de Ven wegens tegenvallende resultaten ontslagen en Chris Andries aangesteld en de club werd kampioen, waardoor Temse na zes decennia nog eens promoveerde naar het derde nationale niveau. Temse speelde de laatste wedstrijd tegen KSV Bornem (tweede in de stand) voor meer dan 2000 toeschouwers en veroverde door 0-0 gelijk te spelen de kampioenstitel.
KSV Temse speelde een succesvol eerste seizoen in Derde Klasse en eindigde in de subtop. Voor het eerst in de clubgeschiedenis vroeg de club met succes een licentie aan met het oog op een mogelijke promotie.. Op het einde van dat seizoen nam trainer Chris Andries afscheid van Temse en werd hij vervangen door Peter Quintelier. In het 2010/11 werd wegens tegenvallende resultaten eind november Peter Quintelier vervangen door Temsenaar en ex-KSK Beveren speler Robby Buyens, en uiteindelijk eindigde Temse in de middenmoot. Seizoen 2011/12 verliep moeizaam en trainer Robby Buyens werd in december vervangen door Colin Andrews. Temse eindigde op een 16de plaats en moest naar de eindronde. Na een 5-5 en winst met penalty's thuis tegen SK Terjoden-Welle, won Temse de finale van FC Charleroi met 2-1, en wist zo het behoud te verzekeren. Na een aantal teleurstellende resultaten in het seizoen 2013-14 kwam er in februari 2014 een trainingswissel, Jean-Pierre Vande Velde volgde Colin Andrews op als trainer bij KSV Temse. Temse wist zich dat seizoen ter ternauwernood van degradatie te redden door Bornem de derde laatste in de stand 1 punt voor te blijven.
In juni 2016 deed Wilfried De Witte afstand van het voorzitterschap, Raoul Van Raemdonck nam het van hem over, De Witte bleef wel in het bestuur zetelen. Sindsdien kwam het nooit meer tot rust binnen de bestuurskamer zo was het een komen en gaan van potentiële bestuursleden en voorzitters. Uiteindelijk werd ook De Witte uit het bestuur weggewerkt en mede hierdoor raakte de club in financiële problemen.

### Verhuis naar Lokeren
Op 22 april 2020 werd bekendgemaakt dat er officieus een fusie tussen KSV Temse en de failliet gegane profclub KSC Lokeren tot stand gekomen was. KSV Temse verhuisde naar het Daknamstadion in Lokeren en speelde onder het stamnummer van KSV Temse verder onder de naam SC Lokeren-Temse. De club werd verkocht voor de prijs van twee zitjes in de nieuwe raad van bestuur van de voetbalclub. De jeugdopleiding bleef voorlopig gevestigd in Temse.

#### Overname
Vanwege het faillissement van KSC Lokeren OV was een fusie niet langer mogelijk. Een fusie tussen KSC Lokeren en KSV Temse kwam daardoor niet tot stand. De verhuis van KSV Temse naar Lokeren en het hernoemen van de club naar SC Lokeren-Temse is het resultaat van een overname van KSV Temse door de investeerdersgroep van het inmiddels failliete KSC Lokeren. Sommigen bestempelen dit als een fusie en KSC Lokeren-Temse als een nieuwe club, maar dit is juridisch gezien niet het geval. De overname werd tot stand gebracht om het erfgoed van het gegane KSC Lokeren te behouden. KSV Temse bevond zich voor de fusie in een moeilijke financiële situatie, waarbij slechts 20 abonnementen werden verkocht voor het seizoen 2019/20. Er heerste onzekerheid over het voortbestaan van het team, en een samenwerking leek noodzakelijk om het voortbestaan te verzekeren.

#### Sinds overname

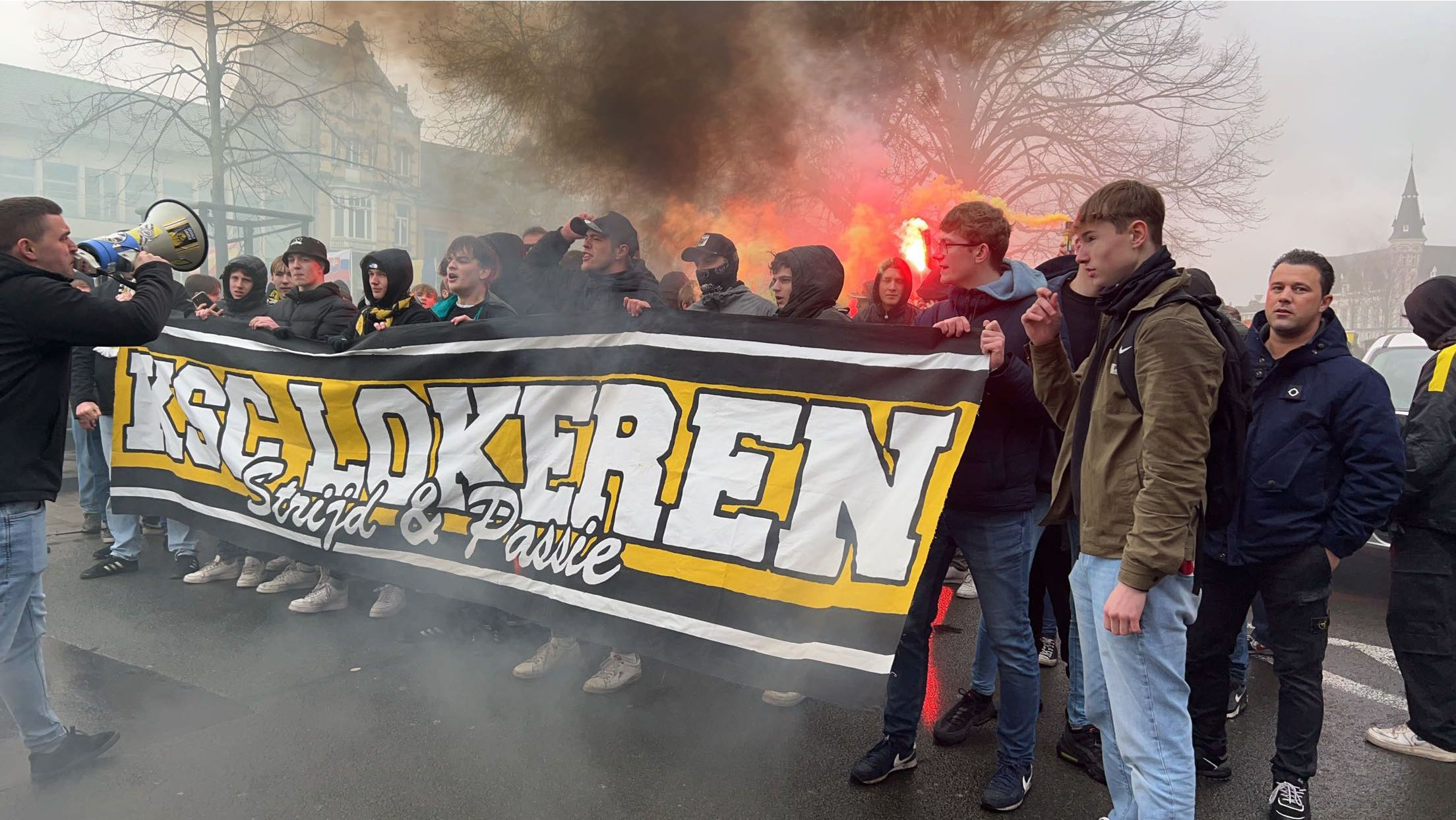
Supporters van de club marcheren vanuit de Grote Markt naar het Daknamstadion voor de kampioenswedstrijd.

De eerste twee seizoenen van de nieuwe fusieclub werden gekenmerkt door de COVID-19 pandemie. In het eerste volledige seizoen van de club speelde Lokeren-Temse tot de laatste wedstrijd mee voor rechtstreekse promotie, maar moest het uiteindelijk toch de duimen leggen tegen KVK Ninove. In de eindronde werd men reeds in de eerste ronde uitgeschakeld door Belisia Bilzen, na het nemen van strafschoppen.
In 2022 werd Sporting Club Lokeren-Temse hernoemd naar Koninklijke Sporting Club Lokeren-Temse.
In het seizoen 2022-23 verzekerde Lokeren-Temse na een overwinning tegen Olsa Brakel zich van de titel in tweede nationale VV A en de bijbehorende promotie naar eerste nationale.
Lokeren-Temse wou in zijn eerste seizoen in eerste nationale de subtop ambieren, maar had tegen alle verwachtingen in op 17 maart 2024 - na een overwinning op OH Leuven B - voldoende voorsprong om zich sportief van de tweede plaats en de bijbehorende promotie naar de Challenger Pro League te verzekeren. Op 26 april 2024 behaalde men ook de licentie voor het betaalde voetbal, waardoor de promotie naar het profvoetbal officieel een feit werd. Nadat KSC Lokeren-Temse in het profvoetbal ging spelen, werd de vennootschap vzw KSC Lokeren-Temse overgenomen door NV KSC Lokeren, voorheen de NV Picus. Of de naam Temse uit de clubnaam gaat verdwijnen was nog niet beslist.
Het eerste seizoen in het profvoetbal verliep moeizaam. Ondanks het binnenhalen van Radja Nainggolan als speler, stond Lokeren-Temse midden februari slechts vier punten verwijderd van een degradatieplaats. Na een 0-5 nederlaag tegen La Louvière vond de club dat er moest ingegrepen worden en werd Hans Cornelis - architect van de terugkeer naar het profvoetbal - ontslagen als trainer. Hij werd vervangen door Stijn Vreven die ook bij het oude Sporting Lokeren reeds aan de slag was. Hij kreeg als opdracht het behoud in het profvoetbal veilig te stellen. Deze taak volbracht hij door van de eerste vijf matchen onder zijn bewind er vier te winnen. KSC Lokeren-Temse was hierdoor op 15 maart 2025 officieel zeker van een verlengd bedrijf in de Challenger Pro League. Twee weken later, op 29 maart 2025, werd deze sportieve prestatie beloond met een verlenging van zijn contract voor 1 extra seizoen. Lokeren-Temse zette de reeks verder en won uiteindelijk acht van de laatste negen wedstrijden, waarmee het op de zevende plaats eindigde en zich compleet onverwacht plaatste voor de play-offs om promotie. Het schakelde in de halve finale het derde geklasseerde RWDM uit maar verloor uiteindelijk de finale tegen Patro Eisden Maasmechelen.
Op 1 juli 2025 werd Koninklijke Sporting Club Lokeren-Temse omgedoopt in Koninklijke Sporting Club Lokeren.

## KSC Lokeren-Temse/KSV Temse in de Belgische competitie (vanaf seizoen 2002/03)
| Seizoen               | Klasse | Klasse | Klasse | Klasse | Klasse | Klasse | Reeks                                                    | Punten                                                   | Opmerkingen |
|                       | I      | I      | II     | III    | IV     | P.I    |                                                          |                                                          | |
| --------------------- | ------ | ------ | ------ | ------ | ------ | ------ | -------------------------------------------------------- | -------------------------------------------------------- | --- |
| als KSV Temse         |        |        |        |        |        |        |                                                          |                                                          | |
| 2002/03               |        |        |        |        |        | 1      | Eerste prov. O-VL                                        | 63                                                       | |
| 2003/04               |        |        |        |        | 15     |        | Vierde klasse B                                          | 25                                                       | |
| 2004/05               |        |        |        |        |        | 1      | Eerste prov. O-VL                                        | 65                                                       | |
| 2005/06               |        |        |        |        | 8      |        | Vierde klasse B                                          | 44                                                       | |
| 2006/07               |        |        |        |        | 2      |        | Vierde klasse B                                          | 58                                                       | speelde eindronde voor promotie naar 3e klasse                                                                                  |
| 2007/08               |        |        |        |        | 4      |        | Vierde klasse B                                          | 62                                                       | speelde eindronde voor promotie naar 3e klasse                                                                                  |
| 2008/09               |        |        |        |        | 1      |        | Vierde klasse B                                          | 59                                                       | |
| 2009/10               |        |        |        | 5      |        |        | Derde klasse A                                           | 56                                                       | |
| 2010/11               |        |        |        | 11     |        |        | Derde klasse A                                           | 42                                                       | |
| 2011/12               |        |        |        | 16     |        |        | Derde klasse B                                           | 32                                                       | speelde eindronde voor behoud                                                                                                   |
| 2012/13               |        |        |        | 11     |        |        | Derde klasse A                                           | 43                                                       | |
| 2013/14               |        |        |        | 15     |        |        | Derde klasse A                                           | 37                                                       | |
| 2014/15               |        |        |        | 3      |        |        | Derde klasse A                                           | 61                                                       | |
| 2015/16               |        |        |        | 8      |        |        | Derde klasse A                                           | 53                                                       | |
|                       | 1A     | 1B     | 1Am    | 2Am    | 3Am    | P.I    | Vanaf 2016-17 zijn er 3 nationale en 2 regionale niveaus | Vanaf 2016-17 zijn er 3 nationale en 2 regionale niveaus | Vanaf 2016-17 zijn er 3 nationale en 2 regionale niveaus                                                                        |
| 2016/17               |        |        |        | 7      |        |        | Tweede kl. amateurs                                      | 42                                                       | |
| 2017/18               |        |        |        | 7      |        |        | Tweede kl. amateurs                                      | 48                                                       | |
| 2018/19               |        |        |        | 3      |        |        | Tweede kl. amateurs                                      | 51                                                       | |
| 2019/20               |        |        |        | 12     |        |        | Tweede kl. amateurs                                      | 24                                                       | De competitie werd na 24 speelrondes stopgezet vanwege de COVID-19-pandemie, de eindrangschikking werd als definitief beschouwd |
| als KSC Lokeren-Temse |        |        |        |        |        |        |                                                          |                                                          | |
| 2020/21               |        |        |        |        |        |        | Tweede afdeling                                          |                                                          | De competitie werd na 4 speelrondes geannuleerd vanwege de COVID-19-pandemie                                                    |
| 2021/22               |        |        |        | 4      |        |        | Tweede afdeling                                          | 57                                                       | Werd in de eindronde voor promotie uitgeschakeld door Belisia Bilzen                                                            |
| 2022/23               |        |        |        | 1      |        |        | Tweede afdeling                                          | 73                                                       | Rechtstreekse promotie naar eerste nationale als kampioen                                                                       |
| 2023/24               |        |        | 2      |        |        |        | Eerste nationale                                         | 70                                                       | Rechtstreekse promotie naar de Challenger Pro League als vice-kampioen                                                          |
| 2024/25               |        | 7      |        |        |        |        | Eerste klasse B                                          | 41                                                       | Werd in de eindronde voor promotie uitgeschakeld door Patro Eisden Maasmechelen                                                 |
| als KSC Lokeren       |        |        |        |        |        |        |                                                          |                                                          | |
| 2025/26               |        |        |        |        |        |        | Eerste klasse B                                          |                                                          | |

## Resultaten in grafiek 2002-heden
| 1 |

| 15 |

| 1 |

| 8 |

| 2 |

| 4 |

| 1 |

| 5 |

| 11 |

| 16 |

| 11 |

| 15 |

| 3 |

| 8 |

| 7 |

| 7 |

| 3 |

| 12 |

| 8 |

| 4 |

| 1 |

| 2 |

| 7 |

| Eerste Klasse B | Eerste Klasse Amateurs | Tweede Klasse Amateurs | Derde Klasse Amateurs | Eerste Klasse Provinciale |

## Spelerskern 2024-2025
| No.           | Naam                  | Nationaliteit | Geboortedatum | Vorige club      | Einde contract |
| ------------- | --------------------- | ------------- | ------------- | ---------------- | -------------- |
| Keepers       |                       |               |               |                  |                |
| 1             | Jelle Merckx          | België        | 02-01-1992    | Londerzeel SK    | 30-06-2025     |
| 13            | Brent Gabriël         | België        | 27-01-1999    | KV Oostende      | 30-06-2026     |
| 39            | Yben Baert            | België        | 01-05-2005    | SK Beveren U21   | 30-06-2025     |
| 56            | Simon Vervacke        | België        | 10-09-2006    | KMSK Deinze      | 30-06-2029     |
| Verdedigers   |                       |               |               |                  |                |
| 2             | Soufiane El Banouhi   | België        | 26-07-1992    | KMSK Deinze      | 30-06-2025     |
| 3             | Jeovanni Dianganga    | België        | 15-10-1999    | Standard U21     | 30-06-2026     |
| 5             | Naïm Boujouh          | België        | 01-10-1996    | KFC Dessel Sport | 30-06-2026     |
| 15            | Jonas Vinck           | België        | 25-10-1995    | KV Oostende      | 30-06-2026     |
| 26            | Jarno Vervaque        | België        | 26-09-2000    | Royal Knokke FC  | 30-06-2026     |
| 29            | Andreas Spegelaere    | België        | 02-02-2003    | KMSK Deinze      | 30-06-2026     |
| 35            | Cederick Van Daele    | België        | 20-08-2000    | KV Oostende      | 30-06-2025     |
| 88            | Dennis Prychynenko    | Duitsland     | 17-02-1992    | KMSK Deinze      | 30-06-2026     |
| 97            | Alexis Calant         | Frankrijk     | 17-02-1997    | RAAL La Louvière | 30-06-2026     |
| Middenvelders |                       |               |               |                  |                |
| 6             | Sebastiaan Brebels    | België        | 05-05-1995    | K. Lierse SK     | 30-06-2026     |
| 8             | Robbie Van Hauter     | België        | 31-05-2003    | KAA Gent U21     | 30-06-2025     |
| 11            | Olivier Myny          | België        | 10-11-1994    | FCV Dender EH    | 30-06-2026     |
| 14            | Toon Janssen          | België        | 10-04-1996    | K. Lierse SK     | 30-06-2027     |
| 22            | Allan Tshimanga       | België        | 05-09-2001    | KVK Ninove       | 30-06-2025     |
| 25            | Indy Boonen           | België        | 04-01-1999    | Panachaiki GE    | 30-06-2026     |
| 44            | Radja Naingolan       | België        | 04-05-1988    | Bhayangkara FC   | 30-06-2026     |
| 55            | Sam Van Aerschot      | België        | 29-05-1995    | KSK Heist        | 30-06-2027     |
| Aanvallers    |                       |               |               |                  |                |
| 7             | Zakari Junior Lambo   | Niger         | 19-01-1999    | RAAL La Louvière | 30-06-2025     |
| 10            | Mohammed Soumaré      | Guinee        | 26-05-1996    | RAAL La Louvière | 30-06-2026     |
| 19            | Samuel Ntamack Ndimba | Frankrijk     | 20-10-2001    | FC Annecy        | 30-06-2025     |
| 27            | Thomas Marijnissen    | Nederland     | 29-12-1998    | NAC Breda        | 30-06-2025     |
| 30            | Daniel Pérez          | Venezuela     | 17-01-2002    | Club Brugge      | 30-06-2025     |
| 45            | Djiby Seck            | Senegal       | 07-03-2004    | KV Kortrijk      | 30-06-2025     |
| 74            | Nicolas Fontaine      | Madagaskar    | 07-02-2000    | RAAL La Louvière | 20-06-2026     |

## Erelijst
Kampioen 2e afdeling
- 2022-23

Kampioen Vierde Klasse
- 2008-09

Kampioen 1e Provinciale
- 1947-48
- 2002-03
- 2004-05

Kampioen 2e Provinciale
- 1953-54
- 1958-59
- 1966-67
- 1971-72
- 1984-85
- 1993-94

## Bekende oud-spelers
- Khalilou Fadiga
- Sebastian Hermans
- Boris Kudimbana
- Kristof Lardenoit
- Ernest Webnje Nfor
- Tristan Peersman
- Jore Trompet
- Paul Vangenechten
- Kris Van De Putte
- Marc Van Der Linden
- Hervé Van Overtvelt
- Jonas Vandermarliere
- Robby Buyens
- Killian Overmeire
- Gil Van Moerzeke

## Bekende oud-trainers
- Colin Andrews
- Chris Andries
- Bart Selleslags
- Eddy Van de Ven
- Yves Van Der Straeten
- Peter Van Wambeke
- Chris Janssens
- Hans Cornelis
- Robby Buyens

## Oud-voorzitters
- Marc Wittock
- Albert Maervoet
- Dr. Frans Dierickx
- Robert Maes
- Fernand Schuerman
- Karel Van der Gucht
- Jan Sneykers
- Patrick Van Huychem
- Raoul De Ryck
- Wilfried De Witte
- Raoul Van Raemdonck